# Wrong Generation
Wrong Generation è il secondo EP del gruppo musicale statunitense Fever 333, pubblicato il 23 ottobre 2020 dalla 333 Wreckords Crew e dalla Roadrunner Records.

## Descrizione
Il disco è nato dopo che il frontman Jason Aalon Butler ha speso 13 giorni sulle strade di Los Angeles partecipando alle proteste razziali negli Stati Uniti d'America causate dalla morte di George Floyd:
Musicalmente si tratta di un EP tipicamente rap metal ma caratterizzato da svariate influenze, come l'hardcore punk in For the Record (realizzato con la partecipazione vocale di Walter Delgado dei Rotting Out) o l'hip hop più classico in Block Is on Fire, la title track o la conclusiva Supremacy.

## Tracce
1. Bite Back – 3:10 (Jason Aalon Butler, Travis Barker, Drew Fulk, Zach Jones, John Feldmann)
2. Block Is on Fire – 2:16 (Jason Aalon Butler, Travis Barker, John Feldmann, Torbitt Schwartz)
3. Wrong Generation – 2:22 (Jason Aalon Butler, Travis Barker, John Feldmann, Robert Diggs, Thomas Morello, Corey Woods)
4. U Wanted a Fight – 2:17 (Jason Aalon Butler, Travis Barker, John Feldmann, Keith Varon)
5. Walk Through the Fire – 2:14 (Jason Aalon Butler, Travis Barker, John Feldmann, Rachel West, Stephen Harris, Aric Improta)
6. For the Record (ft. Walter Delgado of Rotting Out) – 2:02 (Jason Aalon Butler, Travis Barker, John Feldmann, Walter Delgado)
7. Last Time – 1:12 (Jason Aalon Butler, Travis Barker, John Feldmann)
8. Supremacy – 2:54 (Jason Aalon Butler, John Feldmann, Travis Barker, Nick Furlong, Debbie Harry, Chris Stein)

Tracce bonus nell'edizione giapponese
1. Once Again – 2:58 (Jason Aalon Butler, Zach Jones, Marc Orrell)
2. Bite Back (Live) – 3:11 (Jason Aalon Butler, Travis Barker, Drew Fulk, Zach Jones, John Feldmann)
3. Wrong Generation (Live) – 2:28 (Jason Aalon Butler, Travis Barker, John Feldmann, Robert Diggs, Thomas Morello, Corey Woods)

## Formazione
Hanno partecipato alle registrazioni, secondo le note di copertina:
Gruppo
- Jason Aalon Butler – voce
- Stevis Harrison – chitarra
- Aric Improta – batteria

Produzione
- Travis Barker – produzione
- John Feldmann – produzione, missaggio, mastering (traccia 8)
- Jason Aalon Butler – produzione (eccetto traccia 8)
- Wzrd Bld – produzione (traccia 1)
- Zach Jones – produzione (traccia 1)
- Scot Stewart – missaggio (eccetto traccia 8)
- Dylan McLean – missaggio (eccetto traccia 8)
- Little Shalimar – produzione (traccia 2)

## Date di pubblicazione
| Paese    | Data di pubblicazione | Formati           |
| -------- | --------------------- | ----------------- |
| Mondo    | 23 ottobre 2020       | Download digitale |
| Giappone | 27 gennaio 2021       | CD                |